# Итальянское католическое действие
Итальянское католическое действие (итал. Azione cattolica Italiana) — светская католическая организация Италии, выступающая за утверждение принципов католического учения в личной и общественной жизни. Исторически первая из множества аналогичных национальных организаций, известных под обобщающим именем Католическое действие.

## Предыстория

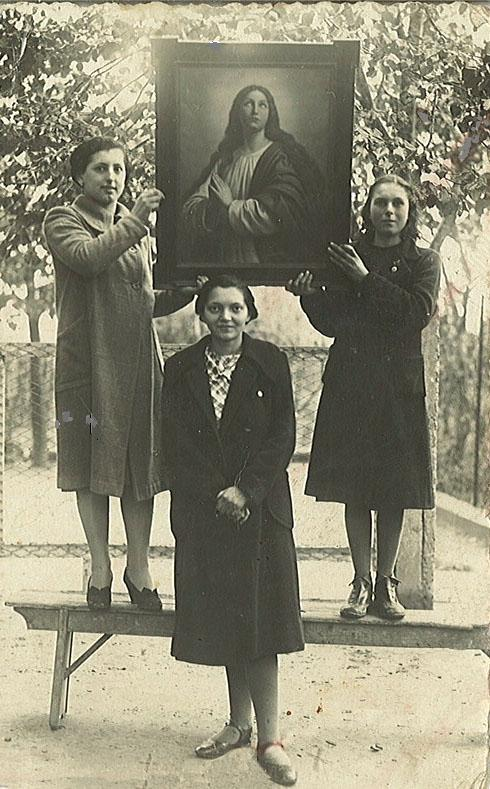
Пирини, Анджелина, получившая официальный титул католической церкви Слуга Божий, и последовательницы Католического действия с образом Непорочного зачатия.

Первой итальянской католической организацией стало основанное в 1867 году уроженцем Витербо Марио Фани и болонцем Акуадерни при участии отца-иезуита Пинчелли Общество итальянской католической молодёжи (итал. Società della gioventù cattolica italiana). 29 июня 1867 года увидела свет первая прокламация общества с девизом «Preghiera, Azione, Sacrificio» (Молитва, Действие, Жертва). Акуадерни стал председателем Высшего совета общества, Альфонсо Руббиани возглавил секретариат. 2 мая 1868 года папа римский Пий IX одобрил создание этой организации, издав бреве Dum Filii Belial.

## Формирование Католического действия (1876—1929)
В 1876 году возникла организация Деяние католических съездов и комитетов (итал. Opera dei congressi e dei comitati cattolici), которая координировала деятельность всех католических ассоциаций Италии того времени. В 1904 году она распалась, но в 1905 году папа Пий X учредил Народный союз итальянских католиков (итал. Unione popolare dei cattolici italiani). 29 января 1908 года была создана Национальная дирекция Итальянского католического действия (итал. Direzione nazionale dell’Azione Cattolica Italiana), которая объединила под своим руководством несколько существовавших на тот момент католических организаций. Помимо Народного союза католиков, это были Экономико-социальный союз, Союз избирателей и Общество католической молодёжи.
В 1922 году папа Пий XI осуществил глубокую реформу этой системы ассоциаций, вследствие чего возникло Итальянское католическое действие в современном виде. В его состав вошли четыре основных национальных организации: Федерация итальянских мужчин-католиков (итал. Federazione uomini cattolici italiani), Общество итальянской католической молодёжи (итал. Società della gioventù cattolica italiana), Итальянская католическая университетская федерация (итал. Federazione universitaria cattolica italiana), Итальянский женский католический союз (итал. Unione femminile cattolica italiana). Женский католический союз в свою очередь подразделялся на три секции: Секция женщин-католичек (итал. Sezione delle donne cattoliche), секция девушек (итал. Sezione della Gioventù femminile), секция католических студенток и преподавательниц (итал. Sezione delle universitarie cattoliche). Деятельностью всей организации в целом руководило Центральное правление Католического действия (итал. Giunta centrale dell’azione cattolica), которое сотрудничало с представителем папы римского, именовавшимся «церковным помощником» (итал. assistente ecclesiastico). На уровне епархий существовали епархиальные правления, связанные с епископом, в приходах — приходские советы, координировавшие свою деятельность со священниками. Католическое действие заявило себя стоя́щим вне политики и действовало на основе статьи 43 конкордата между Святым Престолом и Италией (часть Латеранских соглашений 1929 года).

## Преодоление фашизма (1931—1946)
Признав таким образом Католическое действие, фашистский режим, тем не менее, в марте 1931 года развязал пропагандистскую кампанию в прессе с осуждением политической активности этой организации. В апреле правительство Муссолини обратилось к Святому Престолу с предложением договориться о чётком разграничений понятий политической и церковной деятельности с тем, чтобы Ватикан получил полную свободу во втором случае, но впредь не переходил «границу». 19 апреля Пий XI публично выступил в защиту католических общественных организаций, а 26 апреля в открытом письме кардиналу Шустеру осудил принципы фашистского воспитания молодёжи, предполагающего культивирование ненависти. В середине мая состоялись манифестации в поддержку позиции папы. 30 мая 1931 года решением властей были распущены 15000 католических молодёжных ассоциаций. Пий XI участвовал в полемике посредством публичных выступлений и письменных обращений, а 29 июня 1931 года издал энциклику на итальянском языке «Нам не нужно» (Non abbiamo bisogno), в которой обратился к епископам и верующим всего мира с осуждением преследования Католического действия и подверг критике тоталитарную фашистскую доктрину. После переговоров 3 сентября 1931 года было заключено соглашение, в соответствии с которым государство отменяло меры, предпринятые против католических организаций, а Святой Престол подтверждал полное подчинение структур Католического действия церковной иерархии в центре и на местах. В 1932 году возникло движение католической интеллигенции, в 1933 и 1934 годах проводились «социальные недели» в Риме и Падуе, посвящённые благотворительности и профессиональной этике. В 1936 году возник Католический киноцентр (итал. Centro cattolico cinematografico), с 1936 по 1942 годы проводились «недели культуры» в Камальдоли (Тоскана) и национальные конгрессы. С введением в 1938 году в Италии расовых законов также имели место акты насилия против Католического действия.
Понтификат Пия XII ознаменовался усилением зависимости католических организаций от церковной иерархии: в 1940 году Католическое действие возглавила кардинальская комиссия под председательством епископа Пармы, который получил полные управленческие полномочия. В октябре 1946 года были принятые новые уставы, в соответствии с которыми мирянам были возвращены исполнительные функции при сохранении вышестоящего руководства епископальной комиссии.

## Католическая республика
В 1946 году был принят новый Устав Католического действия, в соответствии с которым появился Генеральный консультативный совет (итал. Consulta generale), а также «гражданские комитеты», Женский итальянский центр (итал. Centro italiano femminile), Семейный фронт (итал. Fronte della famiglia) и другие.
18 апреля 1948 года Христианско-демократическая партия одержала триумфальную победу на первых выборах в парламент Итальянской Республики. Активное участие в избирательной кампании принимали «гражданские комитеты», созданные председателем Мужского союза Католического действия Луиджи Джедда. Его действия создали опасность раскола среди верующих, поскольку генеральный председатель Католического действия Витторино Веронезе выступал против прямого участия в политике. Пий XII, опасавшийся прихода коммунистов к власти в Италии, сочувствовал намерениям Джедды, но после личной аудиенции 17 июня 1952 года последний записал в своём дневнике, что папа недоволен переходом Католического действия к сотрудничеству с ХДП вместо координации действий со Святым Престолом.
К 1959 году численность Итальянского католического действия выросла до 3 372 000 членов с 2 275 000 в 1948 году. Под эгидой объединения были созданы многочисленные структуры — от профессиональных союзов врачей, преподавателей, юристов и т. д. до Итальянского спортивного центра (итал. Centro sportivo italiano).
Второй Ватиканский собор 1962—1965 годов существенно содействовал росту влияния католических организаций мирян. В его решениях несколько раз, в том числе в увещании (esortazione) Christus Dominus, напрямую упоминается Католическое действие, а в декрете Apostolicam Actuositatem содержатся рекомендации епископам поощрять участие верующих в работе католических объединений мирян. Необходимость духовного и организационного обновления Католического действия повлекла за собой утверждение нового устава. 10 октября 1969 года письмом к «церковному помощнику» архиепископу Коста папа Павел VI одобрил проект, и 10 ноября Устав вступил в силу.

## За пределами Италии
Католическое действие распространяет свою деятельность почти на весь мир, наиболее сильны его позиции в странах Латинской Америки. В англоязычных странах структура организации менее централизована, подразделения взаимодействуют на принципах федерации. После Второго Ватиканского собора Католическое действие соперничает с такими новыми организациями, как Comunione e Liberazione. В 1987 году для координации деятельности структур движения в разных странах мирах учреждён Международный форум Католического действия (итал. Forum internazionale dell’Azione cattolica, FAIC).

## Национальные председатели
Центральное правление (итал. Giunta centrale) с 1922 года
- Луиджи Коломбо[итал.] (1922—1929)
- Аугусто Чириачи (Augusto Ciriaci, 1929—1936)
- Ламберто Виньоли (Lamberto Vignoli, 1936—1940)
- Комиссия верховного правления Католического действия (Commissione per l’alta direzione dell’AC, 1940—1946)
- Витторино Веронезе[итал.] (1946—1952)
- Луиджи Джедда[итал.] (1952—1959)
- Агостино Мальтарелло (Agostino Maltarello, 1959—1964)
- Витторио Башле[итал.] (1964—1969)

Национальное руководство (итал. Presidenza nazionale) с 1969 года
- Витторио Башле (1970—1973)
- Марио Аньез[итал.] (1973—1981)
- Альберто Монтиконе[итал.] (1981—1986)
- Раффаэле Кананци[итал.] (1986—1992)
- Джузеппе Джервазио (Giuseppe Gervasio, 1992—1998)
- Паола Биньярди (Paola Bignardi, 1998—2005)
- Луиджи Аличи[итал.] (2005—2008)
- Франко Миано[итал.] (2008—2014)
- Маттео Труффелли[итал.] (2014—2021)
- Джузеппе Нотарстефано (Giuseppe Notarstefano, с 2021)

## Святые и блаженные
- Йозеф Майр-Нуссер